# Тарасовка (Ленинский район)
Тара́совка (до 1948 года Чоку́р-Коя́ш; укр. Тарасівка, крымскотат. Çuqur Qoyaş, Чукъур Къояш) — исчезнувшее село в Ленинском районе Республики Крым, располагавшееся на юго-востоке района и Керченского полуострова, на восточном берегу Кояшского озера, примерно в 6 км к югу от современного села Борисовка.

## История
Первое документальное упоминание села встречается в Камеральном Описании Крыма… 1784 года, судя по которому, в последний период Крымского ханства Чукур Кояш входил в Дин Керченский кадылык Кефинского каймаканства. После присоединения Крыма к России (8) 19 апреля 1783 года, (8) 19 февраля 1784 года, именным указом Екатерины II сенату, на территории бывшего Крымского Ханства была образована Таврическая область и деревня была приписана к Левкопольскому, а после ликвидации в 1787 году Левкопольского — к Феодосийскому уезду Таврической области. Перед Русско-турецкой войной 1787—1791 годов производилось выселение крымских татар из прибрежных селений во внутренние районы полуострова. В конце 1787 года из Чукур-Кояша были выведены все жители — 110 душ. В конце войны, 14 августа 1791 года всем было разрешено вернуться на место прежнего жительства. После Павловских реформ, с 1796 по 1802 год, входила в Акмечетский уезд Новороссийской губернии. По новому административному делению, после создания 8 (20) октября 1802 года Таврической губернии, Чокур-Кояш был включён в состав Акмозской волости Феодосийского уезда.
По Ведомости о числе селений, названиях оных, в них дворов… состоящих в Феодосийском уезде от 14 октября 1805 года , в деревне Кояш числилось 5 дворов и 38 жителей. Затем, видимо, вследствие эмиграции крымских татар в Турцию, деревня опустела и на военно-топографической карте генерал-майора Мухина 1817 года деревня обозначена, как пустующая Тузла. После реформы волостного деления 1829 года Кояш, согласно «Ведомости о казённых волостях Таврической губернии 1829 года», отнесли к Чурубашской волости (переименованной из Аккозской). На карте 1836 года в деревне 6 дворов, а на карте 1842 года Чокур-Кояш обозначен условным знаком «малая деревня», то есть, менее 5 дворов.
В 1860-х годах, после земской реформы Александра II, деревню приписали к Сарайминской волости. Согласно «Списку населённых мест Таврической губернии по сведениям 1864 года», составленному по результатам VIII ревизии 1864 года, Кояш (Чокур-Кояш) — владельческая татарская деревня с 13 дворами и 40 жителями при озере Элькинском. По обследованиям профессора А. Н. Козловского начала 1860-х годов, в селении колодцев не было, имелись только непересыхющие ауты (Аут — небольшой пруд в степном Крыму, наполнявшийся дождевой и талой водой). На трёхверстовой карте Шуберта 1865—1876 года в деревне Чукур-Кояш обозначено 14 дворов. По «Памятной книге Таврической губернии 1889 года», по результатам Х ревизии 1887 года, в деревнях Кыр-Кояш, Кончек, Узунлар, Чокур-Кояш, Чонгелек,Чобак и Элькеджи-Эли вместе числилось 152 двора и 847 жителей. По «…Памятной книжке Таврической губернии на 1892 год» в безземельной деревне Кояш, не входившей ни в одно сельское общество, числилось 119 жителей, домохозяйств не имеющих. На верстовой карте Крыма 1896 года в селении обозначено 20 дворов с татарсо-русским населением и мечеть. По «…Памятной книжке Таврической губернии на 1902 год» в деревне Кояш числилось 148 жителей, домохозяйств не имеющих. По Статистическому справочнику Таврической губернии. Ч.II-я. Статистический очерк, выпуск пятый Феодосийский уезд, 1915 год, в деревне Кояш (на земле Бейтулаева А. М.) Сарайминской волости Феодосийского уезда числилось 23 двора (все дворы безземельные) с татарским населением в количестве 37 человек приписных жителей и 111 «посторонних», из которых 79 мужчин и 69 женщин. Жители землёй не владели, в примечании указано, что у Бейтулаева при селении было 1990 десятин удобной земли. В хозяйствах имелось 35 лошадей, 6 волов, 1 корова и 390 голов овец, свиней, или коз.
После установления в Крыму Советской власти, по постановлению Крымревкома, 25 декабря 1920 года из Феодосийского уезда был выделен Керченский (степной) уезд, а, постановлением ревкома № 206 «Об изменении административных границ» от 8 января 1921 года была упразднена волостная система и в составе Керченского уезда был создан Керченский район в который вошло село (в 1922 году уезды получили название округов. В 1922 году в селе функционировал сероплавильный завод, выпускавший серу комовую, черенковую и серный цвет. 11 октября 1923 года, согласно постановлению ВЦИК, в административное деление Крымской АССР были внесены изменения, в результате которых округа были отменены и основной административной единицей стал Керченский район в который вошло село. Согласно Списку населённых пунктов Крымской АССР по Всесоюзной переписи 17 декабря 1926 года, в селе Чукур-Кояш (татарский), Марьевского сельсовета Керченского района, числилось 10 дворов, все крестьянские, население составляло 43 человека, все татары. В Чукур-Кояше (русском) было 22 двора, население — 102 человека, из них 96 русских, 5 украинцев и 1 белорус — видимо, это были части одного села, поскольку более упоминание двух Чукур-Кояшей не встречается. Постановлением ВЦИК «О реорганизации сети районов Крымской АССР» от 30 октября 1930 года (по другим сведениям 15 сентября 1931 года) Керченский район упразднили и село включили в состав Ленинского, а, с образованием в 1935 году Маяк-Салынского района (переименованного 14 декабря 1944 года в Приморский) — в состав нового района. По данным всесоюзной переписи населения 1939 года в селе проживало 414 человек. На подробной карте РККА Керченского полуострова 1941 года в селении отмечено 37 дворов.
В годы Великой Отечественной войны 15 жителей Чукур-Кояша пали в боях с захватчиками — об этом извещает надпись на памятном знаке в честь погибших воинов-односельчан, установленном в центре сельского поселения Марьевке.
В 1944 году, после освобождения Крыма от фашистов, согласно постановлению ГКО № 5859 от 11 мая 1944 года, 18 мая крымские татары были депортированы в Среднюю Азию. 12 августа 1944 года было принято постановление № ГОКО-6372с «О переселении колхозников в районы Крыма» и в сентябре того же года в район приехали первые новоселы 204 семьи из Тамбовской области, а в начале 1950-х годов последовала вторая волна переселенцев из различных областей Украины. С 25 июня 1946 года селение в составе Крымской области РСФСР. Указом Президиума Верховного Совета РСФСР от 18 мая 1948 года, Чокур Кояш переименовали в Тарасовку. Название присвоено в память о партизане Тарасове. Исключена из учётных данных в 1952 году, судя по доступным источникам, в связи с организацией Керченского полигона.

### Динамика численности населения
| - 1805 год — 38 чел. - 1864 год — 40 чел. - 1889 год — 847 чел. - 1892 год — 119 чел. | - 1902 год — 148 чел. - 1915 год — 37/111 чел. - 1926 год — 145 чел. - 1939 год — 414 чел. |